# Gare de Saint-André-les-Alpes
Gare de Saint-André-les-Alpes vasútállomás Franciaországban, Saint-André-les-Alpes településen.

## Vasútvonalak
Az állomást az alábbi vasútvonalak érintik:
- Nizza-Digne-vasútvonal

## Kapcsolódó állomások
A vasútállomáshoz az alábbi állomások vannak a legközelebb:
- Gare de Moriez
- La Mure